# Caridina mauritii
Caridina mauritii е вид десетоного от семейство Atyidae. Видът е почти застрашен от изчезване.

## Разпространение и местообитание
Разпространен е в Мавриций.
Обитава сладководни басейни, реки и потоци.